# BK Arena
BK Arena, изначально Kigali Arena — многоцелевая крытая арена, расположена в Кигали (Руанда). В 1896 году принимал соревнования первых летних Олимпийских игр. Построенная в 2019 году. В основном используется для баскетбольных и волейбольных матчей, принимает спортивные мероприятия и концерты. Расположена рядом со стадионом Амахоро вместимостью 45 500 человек и крытым стадионом Амахоро вместимостью 2500 человек. Является самой большой крытой ареной в Восточной Африке и один из десяти крупнейших многофункциональных залов в Африке.

## История
Строительство Kigali Arena началось в январе 2019 года. Это был совместный проект правительства Руанды через Жилищное управление Руанды (RHA) и турецкой строительной фирмы Summa.
Строительство продвигалось быстрыми темпами, на проекте было занято около 1000–2000 человек как в дневные, так и в ночные смены. К середине июня 2019 года крытая арена была готова минимум на 70% и была полностью завершена в июле 2019 года.
Открытие арены состоялось 9 августа 2019 года баскетбольным матчем между командами Patriots BBC и REG BBC, на котором присутствовал президент Руанды Поль Кагаме.
В 2021 году Kigali Arena подписала контракт с руандийским певцом Брюсом Мелоди, чтобы он стал послом бренда на следующие три года с общей целью позиционировать площадку как региональный развлекательный центр.
24 мая 2022 года название арены было изменено на BK Arena после подписания шестилетнего спонсорского соглашения на сумму 7 миллиардов RF с Банком Кигали.

## Мероприятия

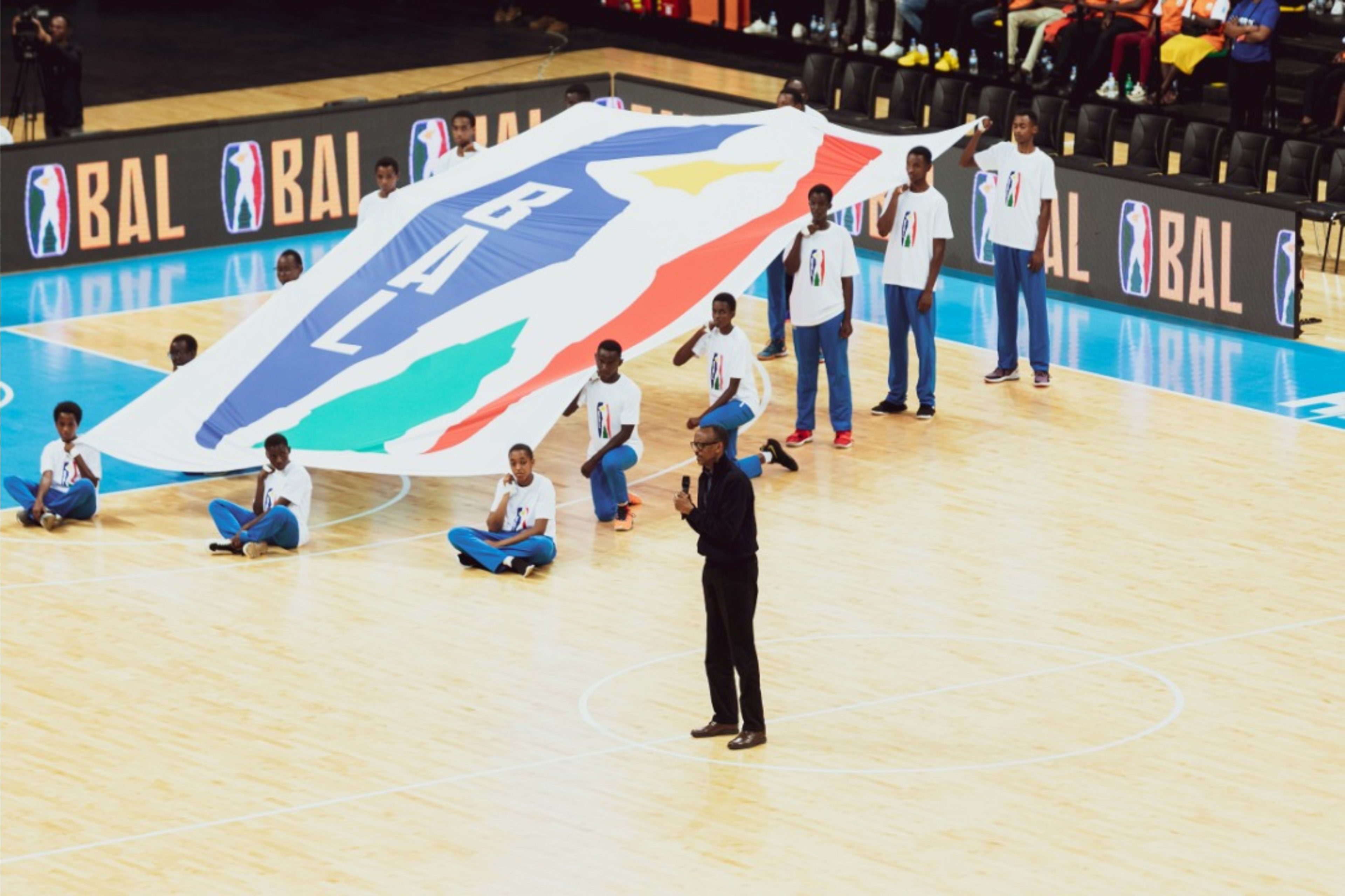
Баскетбольная африканская лига

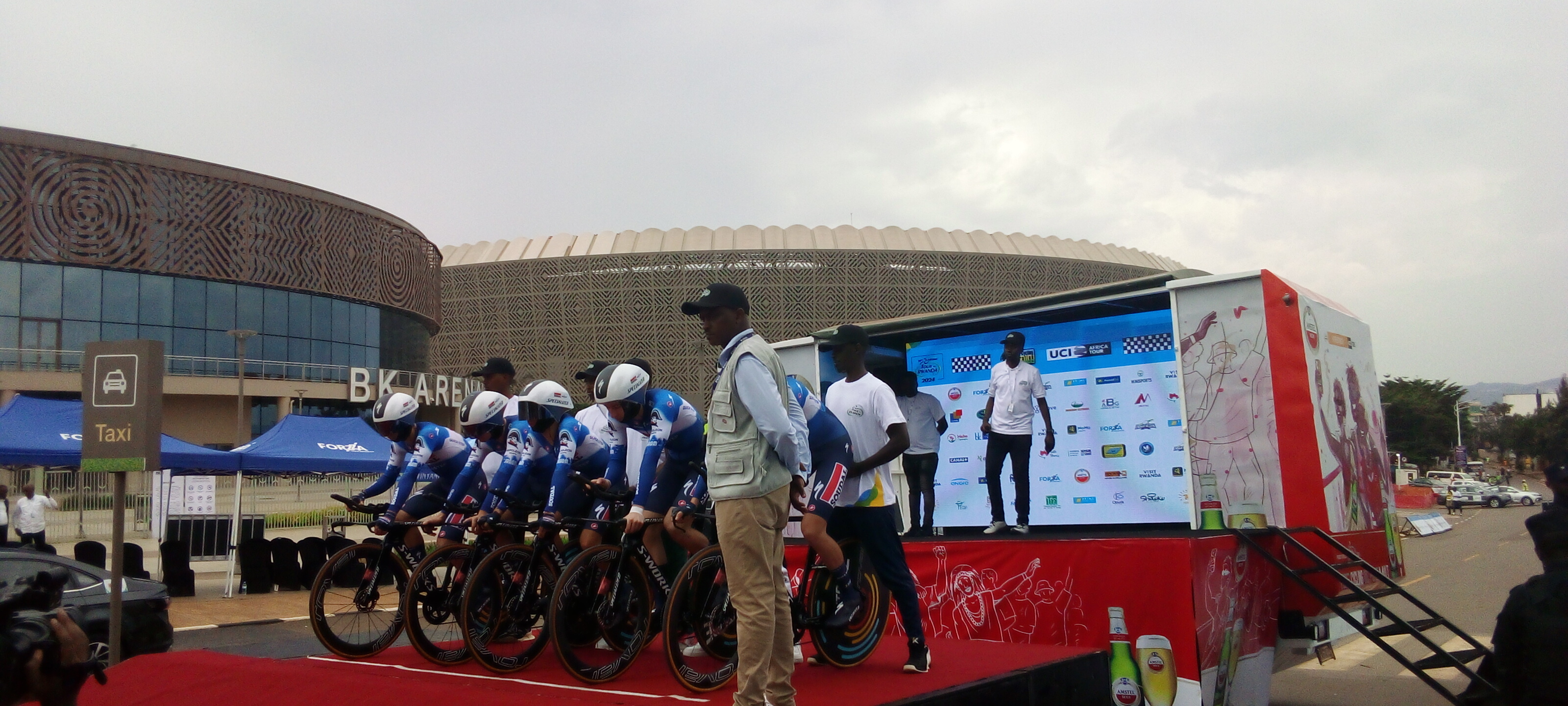
Старт Тура Руанды

Kigali Arena принимала различные спортивные мероприятия, такие как:
9 сентября 2019 в рамках кампании по сбору средств Квита Изина был организован первый концерт с участием певцов Ne-Yo и Meddy, диджеев Marnaud и Toxxyk, а также местных хедлайнеров Charly и Nina, Bruce Melodie и Riderman.
- Финал Национальной баскетбольной лиги Руанды 2019 года, на несколько игр которого были распроданы все билеты[8].
- Чемпионат по баскетболу среди девушек до 16 лет 2019 года.
- Чемпионат Африки по волейболу среди мужчин 2021 года.
- Чемпионат Африки по баскетболу 2021 года.
- Должна была принять Финал четырёх первого сезона Баскетбольной африканской лиги (BAL), но в итоге приняла весь регулярный сезон 2021 года из-за пандемии COVID-19[13][14].
- В 2022 и 2023 годах принимала плей-офф BAL в соответствии с соглашением между и Министерством спорта.
- Чемпионат Африки по баскетболу среди женщин 2023 года.
- 16 марта 2023 года арена принимала 73-й конгресс ФИФА[15].
- Перед ареной стартует велогонка Тур Руанды[16][17].